# Forum City Mülheim

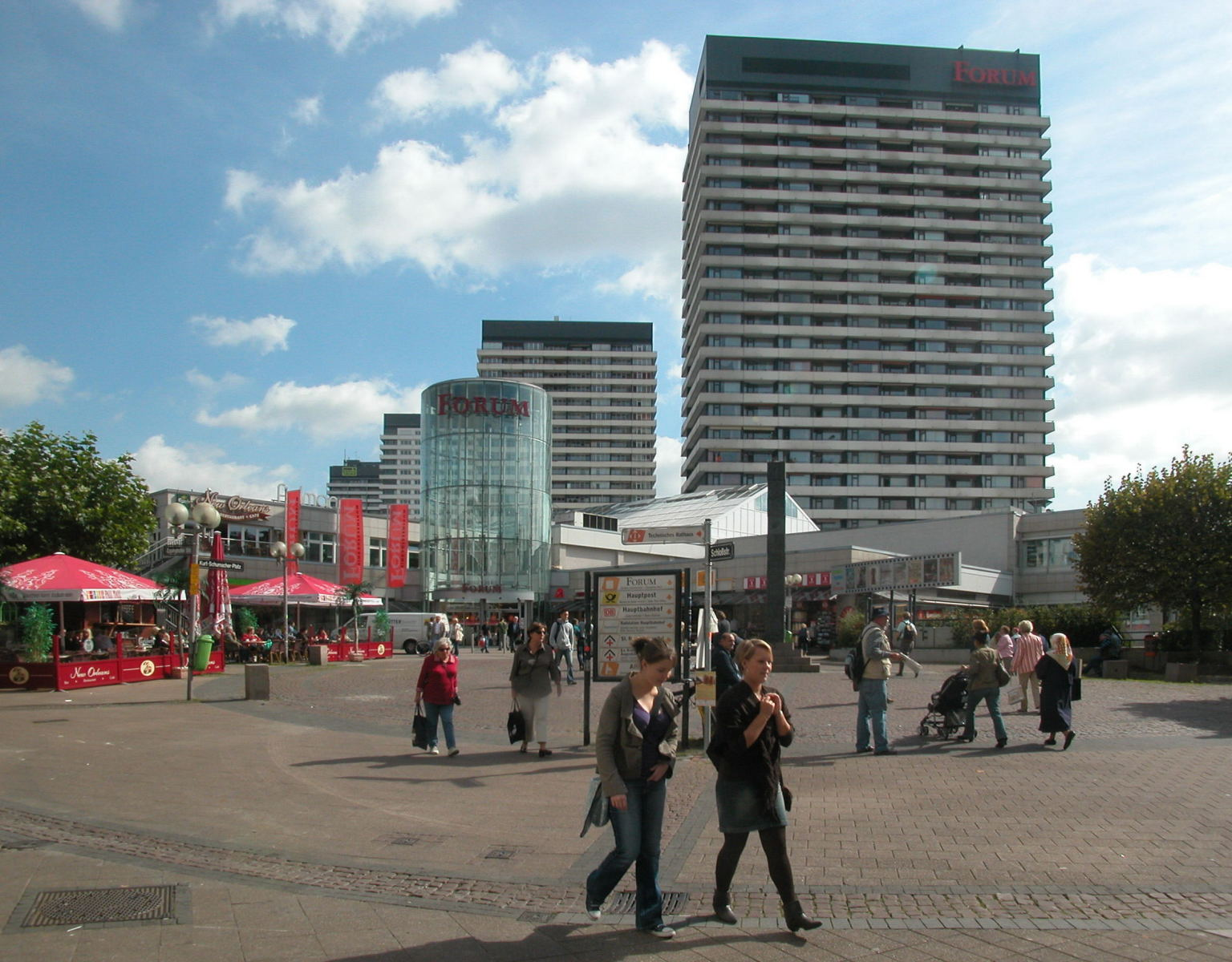
Kurt-Schumacher-Platz

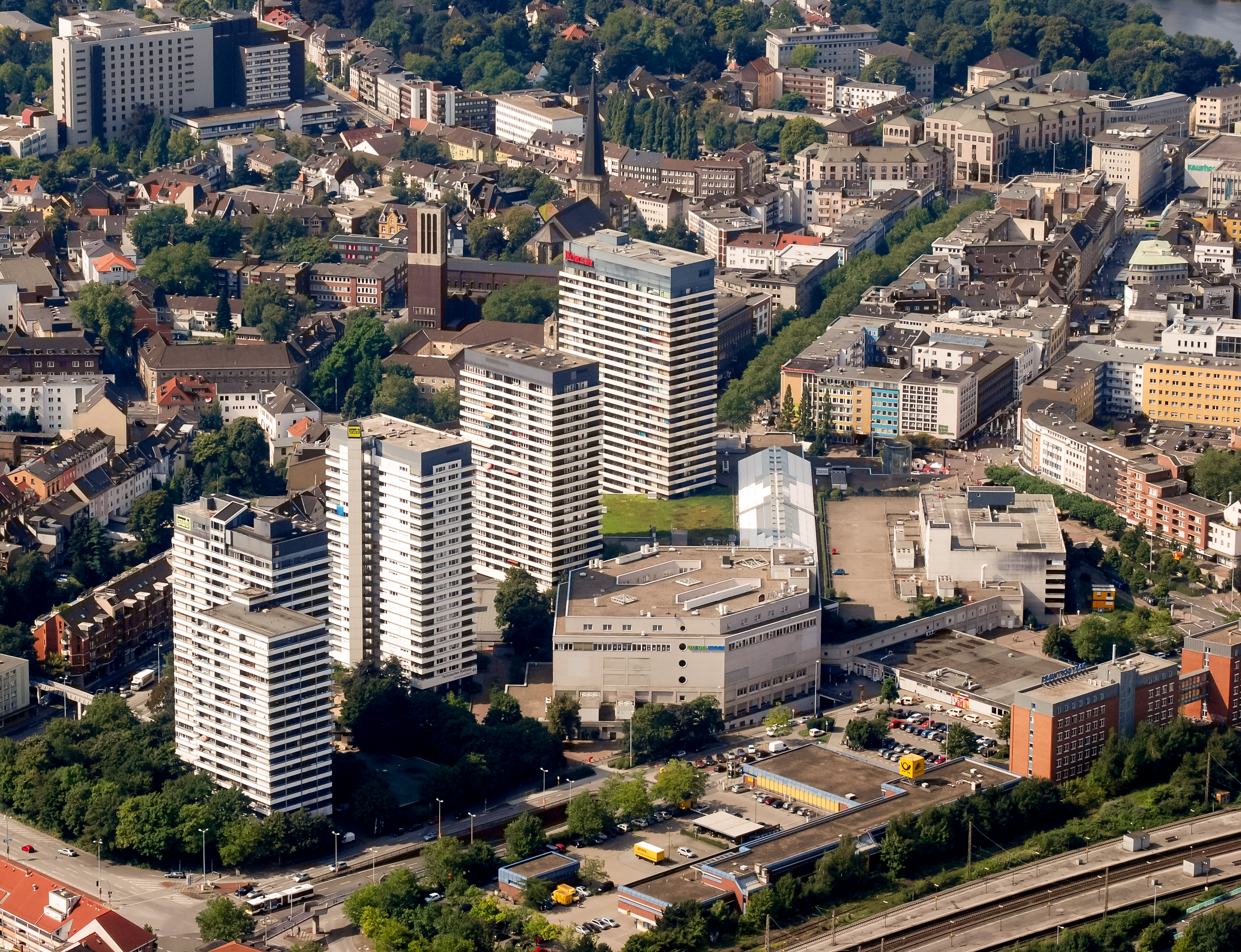
Luftbild (2009)

Forum City Mülheim ist ein Einkaufszentrum im Zentrum von Mülheim an der Ruhr. Es wurde von 1970 bis 1976 erbaut und trug zunächst den Namen „City Center Mülheim“. Architekt war Hanns-Hennig Lautz. Zum Zentrum gehört eine „verdichtete Wohnbebauung“ und ein Parkhaus. Prägnant als Landmarken sind die vier 20-geschossigen Iduna-Hochhäuser. Über eine Passage ist das Einkaufszentrum mit dem Hauptbahnhof verbunden.
Das Einkaufszentrum wurde 1994 umgebaut, modernisiert und umbenannt. 2011 wurde es erneut modernisiert.
Bei einer Verkaufsfläche von 33.500 m² beherbergt das Einkaufszentrum etwa 120 Geschäfte, und ein Fitnessstudio.